# Husbisague
Husbisague (Husbishag) é a secretária de Eresquigal. Segundo a mitologia suméria, era a esposa de Nantar e a encarregada do livro da Morte, onde estavam escritos os dias da morte de cada homem e mulher.